# Харисле
Харисле (њем. Harrislee) општина је у њемачкој савезној држави Шлезвиг-Холштајн. Једно је од 134 општинска средишта округа Шлезвиг-Фленсбург. Према процјени из 2010. у општини је живјело 11.315 становника. Посједује регионалну шифру (AGS) 1059120, NUTS (DEF0C) и LOCODE (DE HLE) код.

## Географски и демографски подаци
Харисле се налази у савезној држави Шлезвиг-Холштајн у округу Шлезвиг-Фленсбург. Општина се налази на надморској висини од 43 метра. Површина општине износи 18,9 km². У самом мјесту је, према процјени из 2010. године, живјело 11.315 становника. Просјечна густина становништва износи 598 становника/km².